# Logitech Unifying

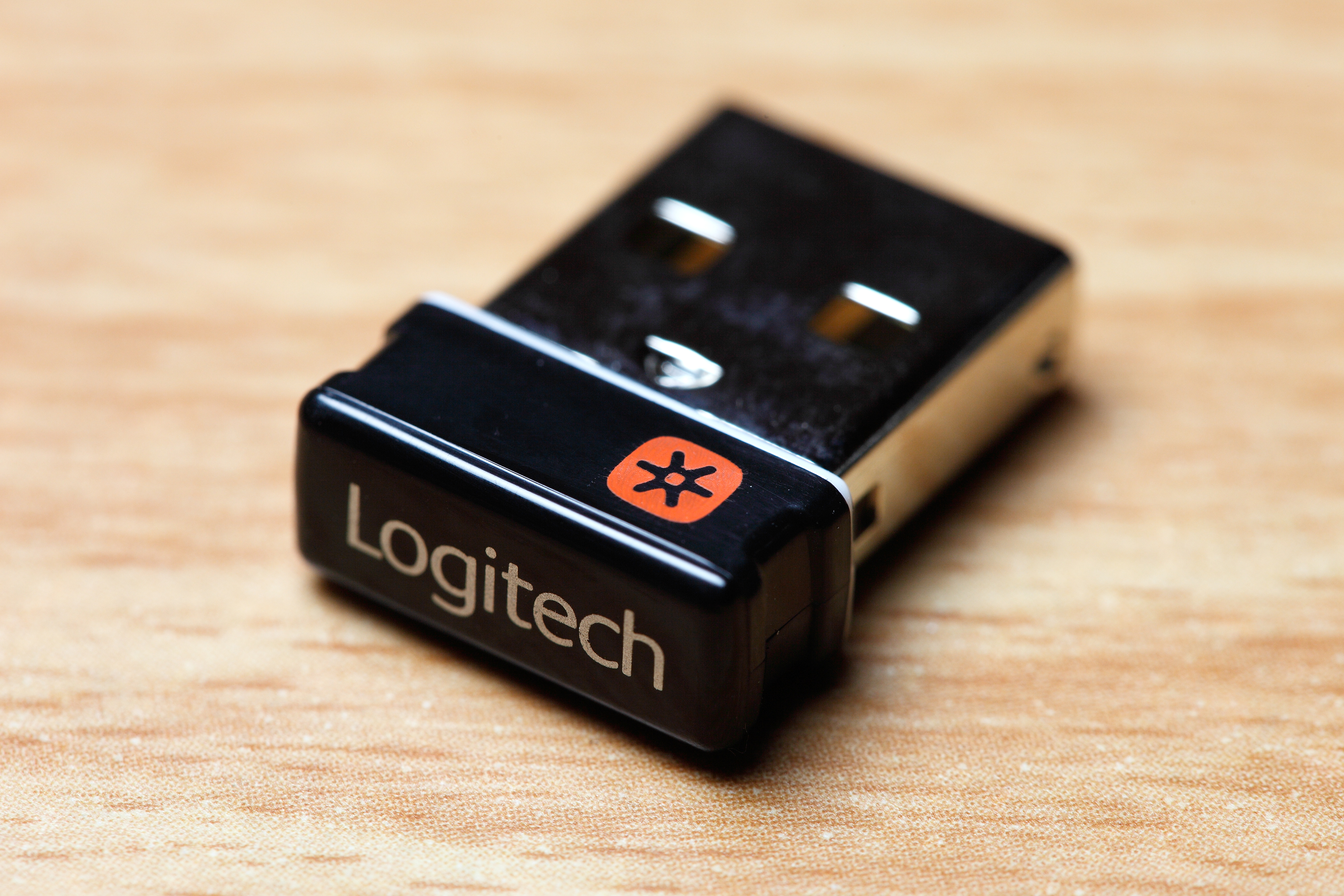
Receptor Logitech Unifying (viejo)

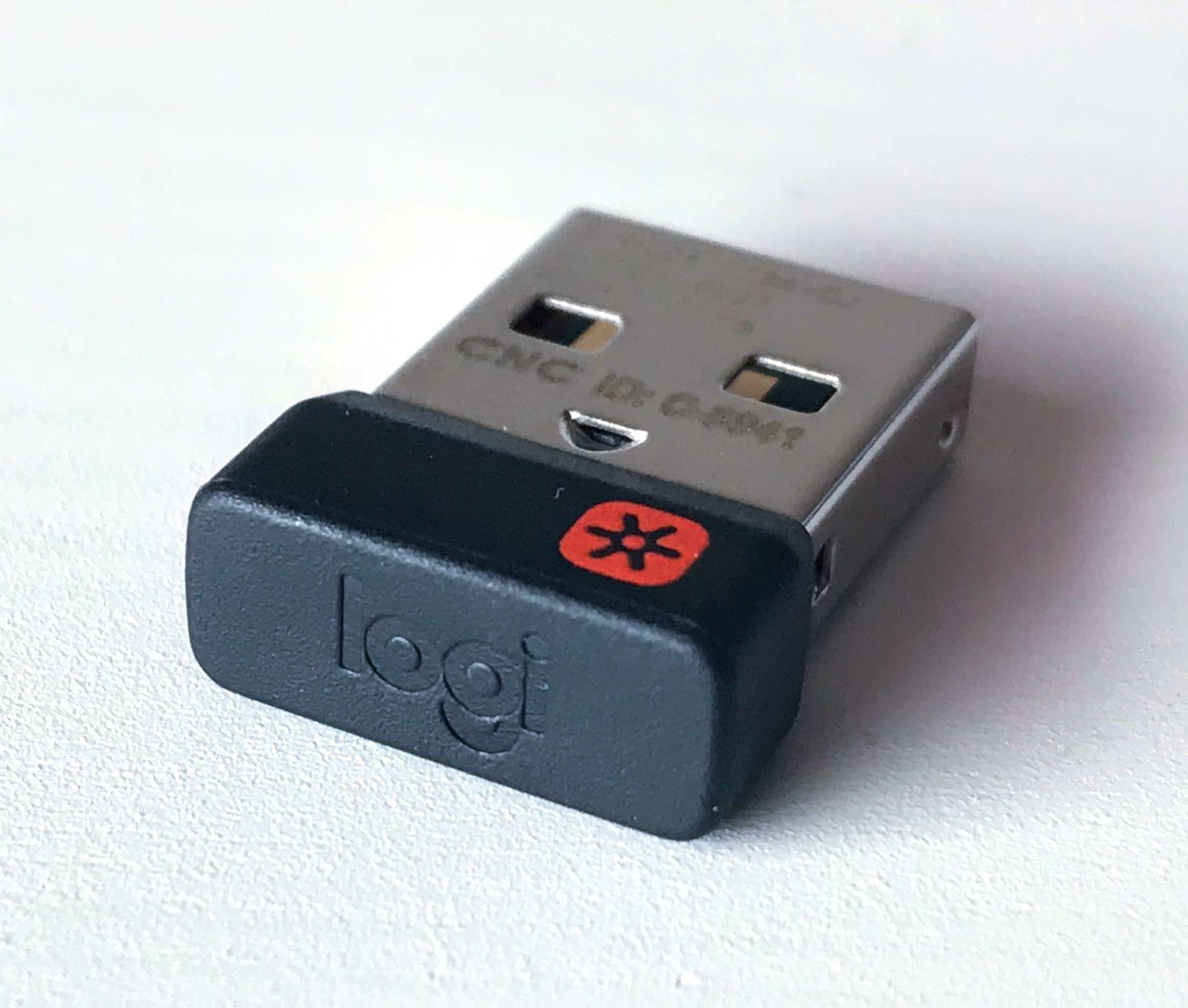
Receptor Logitech Unifying (nuevo)

El receptor Logitech Unifying es un receptor inalámbrico USB dedicado miniatura que permite hasta 6 dispositivos (como ratones y teclados, los auriculares no son compatibles). Los dispositivos deben ser fabricados por Logitech y de diseño compatible, para poder enlazarlos al mismo ordenador. Unifying utiliza la banda de comunicación de 2.4 GHz de una manera muy similar a Bluetooth, pero incompatible con él.
Hay que descargar de la web de Logitech, el software de Unifying que permite emparejar dispositivos de entrada con cada uno de los receptores Unifying siguiendo las instrucciones en pantalla, y una vez hecho, conectar a los diferentes ordenadores donde queremos utilizar (por ejemplo: con un desktop y un ordenador portátil). Los dispositivos de entrada se pueden llevar de un ordenador a otro, pero solo funcionan con el último receptor emparejado y deben vincularse de nuevo, cada vez, con el receptor con el que se utilizan, es decir .. al cambiar de receptor han de volver a emparejar.
Los receptores se suministran con los dispositivos de entrada de Logitech, y también están disponibles por separado. En este caso es imprescindible descargar el software Unifying para poder emparejar con facilidad los dispositivos que se desea emplear con un receptor determinado.
Hay una restricción en algunos dispositivos Unifying que los limita a un máximo de cuarenta y cinco parejas receptoras únicas. Una vez establecida la cuadragésima quinta pareja, ya no es posible conectar este dispositivo a otro receptor. Los usuarios que cambian a menudo un dispositivo entre múltiples desktops o portátiles cada uno con su receptor Unifying, pueden llegar a este límite de emparejamientos.
El software del controlador de Logitech está disponible para Windows y Mac OS X. Los dispositivos inalámbricos que utilizan el receptor Unifying se soportan desde Linux 3.2. El software para administrar dispositivos Unifying en Linux está disponible de desarrolladores de terceras partes, por ejemplo, Solaar.